# Úrsulo Galván (Sonora)
Úrsulo Galván es un ejido del municipio de Empalme ubicado en el sur del estado mexicano de Sonora. El ejido es la octava localidad más poblada del municipio, ya que según los datos del Censo de Población y Vivienda realizado en 2020 por el Instituto Nacional de Estadística y Geografía (INEGI), Úrsulo Galván tiene un total de 778 habitantes. Se fundó el 15 de abril de 1969 por resolución presidencial al dotarse 1,983 hectáreas a 97 personas para el uso del suelo.

## Geografía
Úrsulo Galván se sitúa en las coordenadas geográficas 28°04'46" de latitud norte y 110°41'07" de longitud oeste del meridiano de Greenwich, a una elevación de 44 metros sobre el nivel del mar.